# South Ogden
South Ogden är en stad i Weber County i Utah. Vid 2010 års folkräkning hade South Ogden 16 532 invånare.